# أسيتيل سيستئين
أسيتيل سيستئين (بالإنجليزية: Acetylcysteine)‏ هو عامل دوائي يستعمل عادة كمذيب للمخاط وفي معالجة التسمم بالبارسيتامول، وإذابة المخاط الكثيف لدى المصابين باضطربات رئوية وقصبية مزمنة مثل ذات الرئة والتهاب القصبات. استخدم الدواء سابقًا في علاج البازهر اللبني لدى الرضع. يمكن إعطاؤه وريديًا أو فمويًا أو إنشاقيًا بشكله الإرذاذي، ويأخذه البعض ضمن المتممات الغذائية.
تشمل التأثيرات الجانبية الشائعة للشكل الفموي كلًا من الغثيان والإقياء، وقد يصبح الجلد أحمر وحاكًا أحيانًا بصرف النظر عن طريقة الإعطاء، وقد يترافق استخدامه مع نمط من صدمة الحساسية غير المناعية، ويبدو أن هذا الدواء آمن للاستخدام خلال الحمل. يعمل أسيتيل سيستئين على علاج فرط جرعة البارسيتامول عبر زيادة مستويات الجلوتاثيون الذي يملك تأثيرًا مضادًا للأكسدة يبطل المفعول السمي لمنتجات تفكك الباراسيتامول. يعمل الشكل الإنشاقي للدواء على إذابة المخاط عبر تخفيض كثافته.
سُجلت براءة اختراع الأسيتيل سيستئين عام 1960، ودخل الاستخدام الطبي عام 1968، وأُدرج على قائمة الأدوية الأساسية لمنظمة الصحة العالمية، وهو متاح ضمن الأدوية المكافئة بأسعار رخيصة.

## الاستخدامات

### الجرعة المفرطة من البارسيتامول
تتوافر الأشكال الوريدية والفموية من الأسيتيل سيستئين لعلاج فرط جرعة الباراسيتامول (الأسيتامينوفين). يتراكم ن-أسيتيل البنزوكينون الإيميني -وهو أحد المستقلبات الصغرى للباراسيتامول- في أنسجة الجسم عند أخذ الدواء بجرعات عالية. يرتبط هذا المركب بالجلوتاثيون، لكن في الجرعات المفرطة، لا يكفي مخزون الجلوتاثيون في الجسم لتعطيل هذا المركب السام، وبالتالي يتفاعل مع إنزيمات الكبد الأساسية مؤذيًا الخلايا الكبدية. قد يؤدي هذا إلى أذية كبدية شديدة قد تسبب الموت نتيجة القصور الكبدي الحاد.
لعلاج فرط جرعة الباراسيتامول، يعمل الأسيتيل سيستئين على الحفاظ على الجلوتاثيون أو تجديد مخزونه المستهلك في الكبد وتعزيز الاستقلاب غير السام للأسيتامينوفين. يساعد هذا على حماية الخلايا الكبدية من سمية أسيتيل البنزوكينون الإيميني. يصل الدواء فعاليته القصوى في حماية الكبد أو تخفيف أذيته عند إعطائه خلال 8-10 ساعات من فرط الجرعة. تقترح الدراسات أن معدل السمية الكبدية يصل تقريبًا إلى 3% عند إعطاء الأسيتيل سيستئين خلال 10 ساعات من فرط الجرعة.
يملك الشكلان الوريدي والفموي فعاليةً مماثلةً في هذا الاستطباب، لكن الشكل الفموي سيئ التحمل عمومًا بسبب الحاجة إلى جرعة مرتفعة منه لتعوض عن توافره الحيوي المنخفض، إضافةً إلى سوء مذاقه ورائحته الكريهة وارتفاع معدل حدوث الآثار الجانبية خاصةً الغثيان والإقياء.
لم تجد دراسات الحرائك الدوائية السابقة على الأسيتيل سيستئين أن الأستلة قد تكون سببًا لانخفاض التوافر الحيوي للدواء. يماثل الشكل الفموي للمركب طليعة السيستئين في توافره الحيوي، لكن 3-6% من الموضوعين على الدواء الوريدي يعانون من تفاعلات تحسسية شديدة شبيهة بصدمة الحساسية قد تترافق مع صعوبة شديدة في التنفس (بسبب التشنج القصبي) وانخفاض في ضغط الدم وطفح جلدي ووذمة وعائية إضافةً إلى الغثيان والإقياء أحيانًا. يسبب إعطاء جرعات متكررة من الأسيتيل سيستئين الوريدي اشتداد هذه التفاعلات التحسسية تدريجيًا لدى المرضى.
وجدت دراسات عديدة أن الارتكاس الشبيه بصدمة الحساسية يحدث غالبًا لدى المرضى الموضوعين على العلاج الوريدي مع أن مستويات الباراسيتامول المصلية لا تكون مرتفعةً إلى الحدود السمية.

### الرئتان
يُستخدم الشكل الإنشاقي من الأسيتيل سيستئين لإذابة المخاط وعلاج الأمراض التنفسية الأخرى المترافقة مع زيادة إنتاج المخاط و/أو ارتفاع كثافته. يُستخدم الدواء أيضًا بعد العمل الجراحي للمساعدة على التشخيص والعناية بثقب القصبة الهوائية (خزع الرغامى). لا يُعد الدواء فعالًا في علاج التليف الكيسي، إذ لم يظهر أي دليل على فائدته في علاج المرض في المراجعة التي أجرتها مؤسسة كوكرين عام 2013 على مرض التليف الكيسي. يُستخدم الأسيتيل سيستئين للمساعدة في علاج داء الرئة الساد.

## الأسماء التجارية
يتوفر أسيتيل سيستئين بالأسماء التجارية التالية: أستيل سستين (سستايين) إيه سي سي (بالإنجليزية: ACC)‏ وميوكوميست (بالإنجليزية: Mucomyst)‏ وأسيتادوت (بالإنجليزية: Acetadote)‏ وفلوميوسيل (بالإنجليزية: Fluimucil)‏ وبارفولكس (بالإنجليزية: Parvolex)‏.